# 마이크로 채널 아키텍처
마이크로 채널 아키텍처(Micro Channel architecture) 또는 마이크로 채널(Micro Channel) 버스는 1987년 IBM이 선보인 사유의 16 또는 32비트 병렬 컴퓨터 버스이며, 1990년대 중반까지 PS/2 및 기타 컴퓨터들에 사용되었다. IBM 제품에서 ISA 버스를 대체하였으나 최종적으로는 PCI 버스 아키텍처에 의해 대체되었다.

## 설계
마이크로 채널 아키텍처는 공학자 쳇 헤스(Chet Heath)에 의해 설계되었다.

## 같이 보기
- ISA 버스
- EISA
- 뉴버스
- 입출력 채널
- VESA 로컬 버스
- PCI 버스
- 가속 그래픽 포트
- PCI 익스프레스